# NGC 2023
NGC 2023 é uma nebulosa na direção da constelação de Orion. O objeto foi descoberto pelo astrônomo William Herschel em 1785, usando um telescópio refletor com abertura de 18,6 polegadas. 